# William J. McConnell
William John McConnell, född 18 september 1839 i Oakland County, Michigan, död 30 mars 1925 i Moscow, Idaho, var en amerikansk republikansk politiker. Han representerade delstaten Idaho i USA:s senat 1890–1891. Han var guvernör i Idaho 1893–1897.
McConnell flyttade i sin ungdom till Kalifornien och sysslade där bland annat med boskapsskötsel och bergsbruk. Han bodde därefter en kort tid i Oregon och flyttade 1863 till Idahoterritoriet. Han återvände några år senare till Oregon och var 1882 talman i delstatens senat. Fyra år senare flyttade han tillbaka till Idahoterritoriet och var 1890 en av delegaterna till Idahos konstitutionskonvent. När Idaho 1890 blev delstat, valdes McConnell och George Laird Shoup till de två första senatorerna. McConnell efterträddes 1891 som senator av Fred Dubois.
McConnell vann guvernörsvalet i Idaho 1892. Han omvaldes 1894 och efterträddes 1897 som guvernör av Frank Steunenberg.
McConnells grav finns på Moscow Cemetery i Moscow, Idaho.